# Solanum habrocaulon
Solanum habrocaulon är en potatisväxtart som beskrevs av Sandra Diane Knapp. Solanum habrocaulon ingår i släktet skattor som ingår i familjen potatisväxter. Inga underarter finns listade i Catalogue of Life.